# Finette Agyapong
Finette Agyapong (ur. 1 lutego 1997) – brytyjska lekkoatletka specjalizująca się w biegach sprinterskich.
W 2016 zajęła 7. miejsce w biegu na 200 metrów podczas mistrzostw świata U20 w Bydgoszczy. Rok później została na tym dystansie młodzieżową mistrzynią Europy.
Złota medalistka mistrzostw Wielkiej Brytanii oraz reprezentantka kraju na drużynowych mistrzostwach Europy.

## Osiągnięcia
| Rok  | Impreza                                 | Miejsce   | Konkurencja             | Pozycja    | Wynik           |
| ---- | --------------------------------------- | --------- | ----------------------- | ---------- | --------------- |
| 2016 | Mistrzostwa świata juniorów             | Bydgoszcz | bieg na 200 metrów      | 7. miejsce | 23,74           |
| 2016 | Mistrzostwa świata juniorów             | Bydgoszcz | sztafeta 4 × 100 metrów | eliminacje | DNF             |
| 2017 | Superliga drużynowych mistrzostw Europy | Lille     | bieg na 200 metrów      | 4. miejsce | 23.0h           |
| 2017 | Młodzieżowe mistrzostwa Europy          | Bydgoszcz | bieg na 200 metrów      | 1. miejsce | 22,86           |
| 2017 | Młodzieżowe mistrzostwa Europy          | Bydgoszcz | sztafeta 4 × 100 metrów | eliminacje | DNF             |
| 2018 | Mistrzostwa Europy                      | Berlin    | sztafeta 4 × 400 metrów | 3. miejsce | 3:27,40 (elim.) |

## Rekordy życiowe
- bieg na 60 metrów (hala) – 7,35 (2018)
- bieg na 100 metrów – 11,49 (2017)
- bieg na 200 metrów – 22,86 (2017)